# نهر دفينا الشمالي
نهر دفينا الشمالي (بالروسية: Се́верная Двина́)‏، (بالروسية: ˈsʲevʲɪrnəjə dvʲɪˈna)‏

خريطة حوض دفينا الشمالي

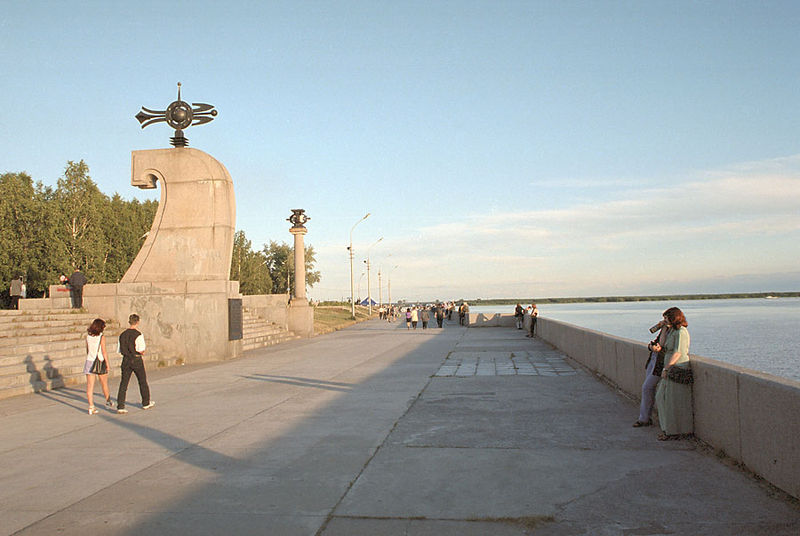
رصيف دفينا الشمالي في أرخانغلسك

نهر في شمال روسيا، يتدفق عبر فولوغدا أوبلاست وأوبلاست أرخانغلسك في خليج دفينا في البحر الأبيض. بالإضافة إلى نهر بيتشورا إلى الشرق، فإنه ينصرف عبر معظم شمال غرب روسيا ليصب في المحيط المتجمد الشمالي. ويجب ألا يتم الخلط بينه وبين دفينا الغربي.
الروافد الرئيسية لنهر دفينا الشمالي هي نهر فيشيجدا (إلى اليمين)، ونهر فاجا (إلى اليسار)، ونهر بينيجا (إلى اليمين).

## دراسة أصل الكلمة
حسب قاموس أصول الكلمات لماكس فاسمير (Max Vasmer)، فإن اسم النهر قد تحول من نهر دفينا الغربي. فلا يمكن أن ينبع أصل الاسم الموضعي دفينا من اللغة الأورالية، ومع ذلك، فإن أصل تلك الكلمة غير واضح. وربما تكون هذه الكلمة من الكلمات المأخوذة من اللغات الهندو أوروبية التي كانت تعني نهر أو جدول.
أما دفينا الغربي في المقابل فهو معروف أنه ينبع من الاسم المأخوذ من فينيك Vīna-Väinä، والذي يعني الممر إلى البحر.[بحاجة لمصدر] الاسم مذكور في ملاحم الفايكينج وفي وقائع نيستور.
في الفنلندية، كلمة نهر هي "Viena" أو "Vienanjoki"، والتي تعني النهر الذي يجري ببطء، وهي صيغة مؤنثة من كلمة "Väinä"، والتي تحمل نفس المعنى.

## الجغرافيا الفيزيائية

### حوض النهر
طول دفينا الشمالي هو 744 كيلومتر (462 ميل). ويصل طوله، بالإضافة إلى رافده الرئيسي ساخونا، إلى 1,302 كيلومتر (809 ميل) - وهو تقريبًا بنفس طول نهر الراين (Rhine). ومساحة حوضه 357,052 كيلومتر مربع (137,859 ميل2) – وهي تقارب مساحة ولاية مونتانا. ويشتمل حوض نهر دفينا الشمالي على الأجزاء الرئيسية من فولوجودا وأوبلاست أرخانغلسك، بالإضافة إلى مناطق في الجزء الغربي من جمهورية كومي، وفي الجزء الشمالي من كيروف أوبلاست، بالإضافة إلى مناطق صغيرة في شمال ياروسلافل وكوستروما أوبلاست. وتوجد مدن أرخانجليسك وفولوجودا، بالإضافة إلى العديد من المدن الأصغر، العديد منها له أهمية تاريخية كبيرة، مثل فيليكي أوستيوغ) وتوتما وسولفيتشيغودسك وخولموغوري في حوض نهر دفينا الشمالي.
وعلى وجه التقريب، يأخذ حوض نهر دفينا الشمالي شكل حرف T. فحوض نهر ساخونا الذي طوله 558 كيلومتر (347 ميل) والذي يتدفق نحو الشرق وينضم إلى حوض نهر فيشيغدا الذي يتدفق نحو الغرب (وطوله 1,130 كيلومتر (700 ميل)). ويتجه النهران معًا نحو الشمال الغربي ليصبان في البحر الأبيض، حيث يلتقيان معه بالقرب من مدينة أرخانغلسك. ومع إلقاء نظرة عن كثب، نلاحظ أن نهر ساخونا يتدفق نحو الشرق ويلتقي بنهر ياج الذي يتدفق نحو الشمال في فيليكي أوستيوج. والنهران معًا، واللذان يطلق عليهما معًا اسم دفينا الشمالي، يتدفقان نحو الشمال لمسافة حوالي 60 كم، ويتقابلان مع نهر فيشيجدا المتدفق نحو الغرب في كوتلاس، ثم يتجهان نحو الشمال الغربي حيث يصبان في البحر الأبيض. ولقد كان طريق نهر ساخونا - فيشيجدا طريقًا هامًا للنقل يبن الشرق والغرب، في حين أن طريق دفينا - ياج طريقًا بين الشمال والجنوب. ويتصل ساخونا العلوي الآن من خلال قناة دفينا العلوي بالممر المائي الذي يربط بين فولجا - بحر البلطيق، والذي يربط بين بطرسبرغ وبين موسكو.

### مسار النهر
يتدفق نهر ساخونا نحو الشمال، وفي النهاية نحو الشمال الشرقي، ويلتقي مع نهر ياج الذي يتدفق نحو الشمال في فيليكي أوستيوج ويصبح اسمه «دفينا الشمالي». ويربط الطريق السريع P157 بين كوستروما (Kostroma) وبين كوتلاس عبر نيكولسك وفيليكي أوستيونج. وإلى الشمال من فيليكي أوستيوج، يشير الطريق السريع بمحاذاة الضفة الغربية لنهر دفينا الشمالي. ويسير النهر لمسافة 60 كيلومتر (37 ميل) تقريبًا تجاه الشمال ليعبر فولوجدا أوبلاست إلى أرخانجليسك أوبلاست، حيث يلتقي في مدينة كوتلاس مع نهر فيشيجدا المتدفق نحو الغرب، والذي يرتقي صاعدًا إلى جبال أورال (Ural) الشمالية. وحيث إنه عند التقاء النهرين يكون طول فيشجدا أطول من دفينا الشمالي، يعرف النهر بين المصدر ونقطة الالتقاء مع فيشجدا باسم دفينا الشمالي الأصغر ((بالروسية: Малая Северная Двина)‏). وبعد نقطة الالتقاء بمسافة صغيرة، يعبر نهر دفينا الشمالي خط السكك الحديدية الذي يربط بين كونوشا (Konosha) وبين كوتلاس وفوركوتا (Vorkuta).
ثم يتجه دفينا الشمالي بعد ذلك نحو الشمال الغربي ويتقاطع مع مجموعة من الأنهار الصغيرة مثل هر أوفتيوجا ونهر نيزهانيايا تويما (Nizhnyaya Toyma)، وكلاهما ينبعان من الشمال الشرقي. وبجوار المستوطنة الحضرية في بيرينزيك (Bereznik)، يأتي نهر فاجا من الجنوب، كما هو الحال مع الطريق السريع M8 الذي يربط يتجه من موسكو عبر فولوجدا وصولاً إلى أرخانغلسك. يلتقي نهر يومتسا (Yomtsa) أو نهر يمتسا (Yemtsa) والطريق السريع P1 (من كارجوبول (Kargopol)) من الجنوب الشرقي. وينضم إليهم نهر بينيجا (Pinega)، والذي كان مسارًا هامًا من قبل، من الشرق. وبالقرب من مصب نهر بينيجا، ينقسم النهر إلى قنوات متعددة، من بينها سيلو القديمة التي اسمها خولوموجوري (Kholmogory) 75 كيلومتر (47 ميل)إلى الجنوب الغربي من أرخانغلسك. وتنضم تلك الفروع مرة أخرى وتعبر مدينة نوفودفينيسك (Novodvinsk). وبعد نوفودفينيسك، تبدأ 900 كيلومتر مربع (350 ميل2) الدلتا. وفي الجزء الذي يسير في اتجاه التيار من الدلتا، يوجد الجزء الأكبر من أرخانغلسك، والتي، بالتدريج، حلت محل خلوموجوري لتكون أكبر المدن في المنطقة. وفي الجانب الجنوبي الغربي من الدلتا، توجد قاعدة سيفيرودفينك البحرية، وهي ثاني أكبر مدينة في المنطقة. وتنتهي الدلتا بخليج دفينا في البحر الأبيض.
يتدفق النهر عبر مقاطعة فيليكوستيوجسكاي (Velikoustyugsky) في فولوجدا أوبلاست وعبر كوتلاسكي، وكراسنوبورسكي، ومقاطعة فيرخنيتويميسكي، وفينوجرادوفيسكي، وخولوموجورسكي، مقاطعات بريمورسكي في مقاطعات بريمورسكي. وكل المراكز الإدارية لهذه المقاطعات موجودة على ضفاف نهر دفينا الشمالي.

## الملاحة والقنوات

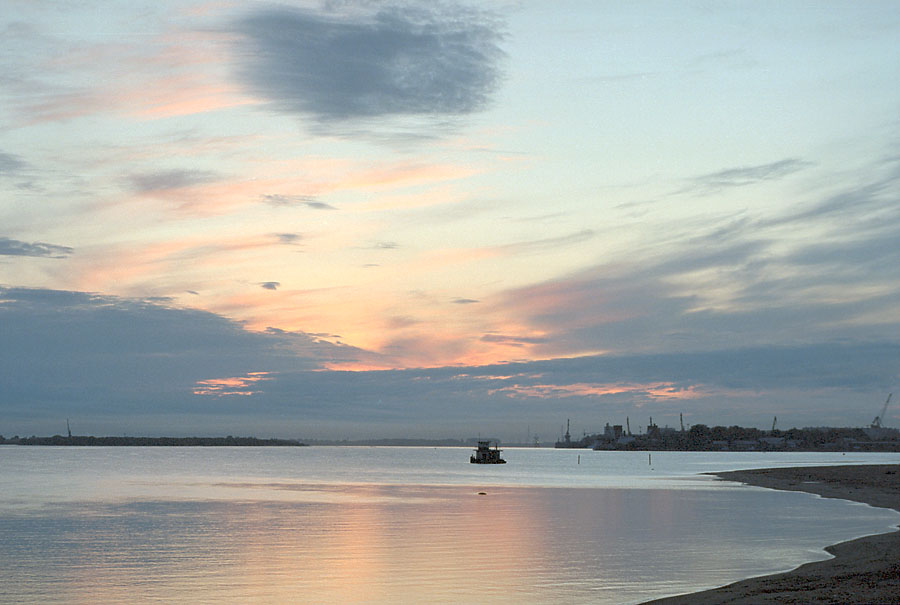
نهر دفينا الشمالي في أرخانغلسك: شريان مائي حيوي في شمال روسيا الأوروبية

في الصيف، يمكن الملاحة في طول النهر بأكمله، ويستخدم بكثرة من أجل الأخشاب العائمة. وتربطه قناة دفينا الشمالي بممر فولجا - بحر البلطيق المائي. في القرن التاسع عشر، كانت هناك قناة إيكاتيرينينسكي (Ekaterininsky) الشمالية، والتي لم تدم طويلاً، وأصبحت الآن مهجورة، تربط بين حوض دفينا الشمالي وحوض كاما كذلك. في الفترة بين عامي 1926 و1928، تم إنشاء قناة تربط بين بينيجا، وهو أحد الروافد الرئيسية لدفينا الشمالي، وبين كولوي، ومع ذلك، فإن القناة مهملة إلى حد كبير الآن.

## معلومات تاريخية

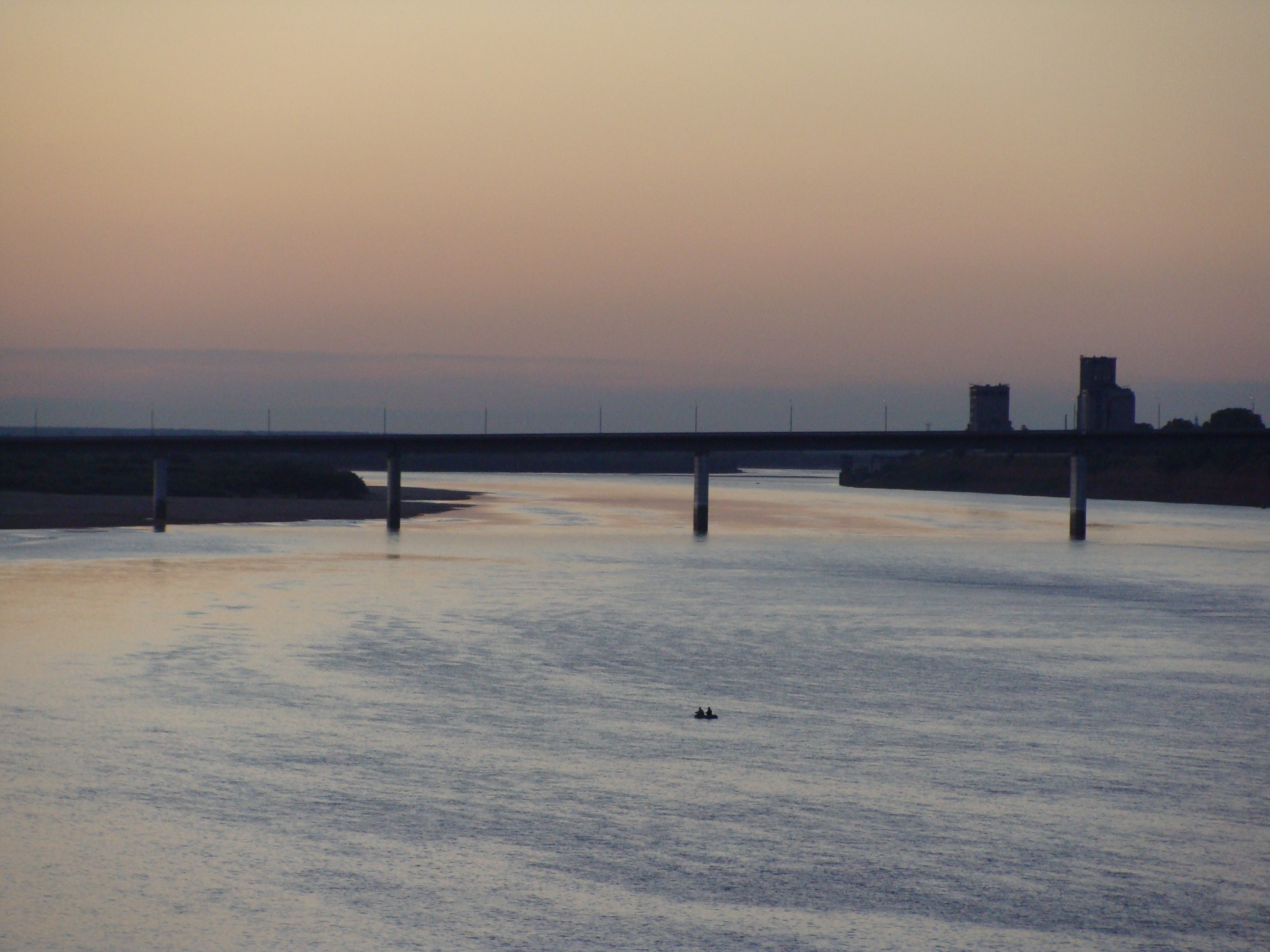
دفينا الشمالي عند مدينة كوتلاس. تم أخذ الصورة من جسر السكك الحديدية، المقابل، حيث يوجد جسر طريق سريع

وقد كانت المنطقة من قبل مأهولة من قبل الشعوب الفنلندية الأغرية، ثم تم استعمارها من قبل جمهورية النوفغورود. وكان الاستثناء الوحيد هو فيليكي أوستيوج، الذي كان جزءًا من مقاطعة فلاديمير-سوزدال (Vladimir-Suzdal). أما باقي حوض نهر دفينا الشمالي فكان خاضعًا لسيطرة النوفغورود. وقد تم ذكر فيليكي أوستيوج لأول مرة في السجلات في عام 1207، شينكورسك (Shenkursk) - وفي عام 1315، تم تأسيس سولفيشيجودسك (Solvychegodsk) في القرن الرابع عشر. في القرن الثالث عشر، ووصل النوفجورود بالفعل إلى البحر الأبيض. وقد كانت المنطقة مثارًا للجذب في الوهلة الأولى بسبب تجارة الفراء. كان الممر المائي الرئيسي من نوفغورود إلى ديفينا الشمالي عبر فولجا ورافده شيكسنا، عبر نهر سلافيانكا (Slavyanka) إلى بحيرة نيكولسكوي (Nikolskoye)، ثم كانت القوارب تحمل برًا إلى بحيرة بلاجوفيشينسكوي (Blagoveshchenskoye)، ومن هناك، كانت تنقل إلى النهر عبر نهر بوروزوفيتزا (Porozovitsa) إلى بحيرة كوبينسكوي (Kubenskoye) ثم إلى ساخونا ودفينا الشمالي.
ومن دفينا الشمالي، كانت هناك مجموعة من الطرق للوصول إلى حوض ميزين (حيث يمكن للتجار الوصول إلى حوض بيشورا وأوب. وكان أحد هذه الطرق في عكس اتجاه سريان فيشيجدا يارينجا، ثم عبر البر إلى فاشكا. وكان هناك طريق آخر في عكس اتجاه نهر فيشيجدا، ثم إلى فايم، ثم إلى يلفا (Yelva)، ثم عبر البر إلى إيرفا (Irva) وإلى ميزين. وكان هناك خياران آخران هما التوجه عكس تيار بينيجا، ثم عبر البر إلى كولوي ثم إلى ميزين، أو باستخدام بوكشينجا وأنهار بوكشينجا من أجل الوصول إلى بينيجا، ثم من يزهوجا، يتم نقل القوارب عبر البر إلى زيريناسكايا يزهوجا (Zyryanskaya Yezhuga) وفاشكا (Vashka). من نهر فيشجيدا، كان يمكن للتجار كذلك الوصول مباشرة إلى حوض نهر بيشورا عبر شيريا (Cherya) وإيزهما، أو ميلفا (Mylva).
من القرن الرابع عشر، كانت خولوموجوري هي الميناء التجاري الرئيسي في دفينا الشمالي، إلا أنه في القرن السابع عشر، فقد هذا الميناء تميزه لصالح أرخانغلسك (رغم أن موقع إبراشية خولوموجوري وفاجا منذ عام 1732 كان معروفًا باسم إبراشية أرخانغلسك وخولوموجوري، والتي كانت تمتلك سلطات على كل روسيا الشمالية، بما في ذلك دير سولوفيتسكي، كانت موجودة في خولوموجوري حتى عام 1762. وحتى القرن السابع عشر، كان أرخانغلسك هو الميناء التجاري الرئيسي للتجارة البحرية في روسيا وغرب أوروبا، وكان دفينا الشمالي هو طريق التجارة الرئيسي الذي يربط وسط روسيا بأرخانغلسك. وقد غير بيتر الأعظم (Peter the Great) الوضع بشكل كبير، من خلال إنشاء سانت بطرسبرغ في عام 1703، وبالتالي فتح طريقًا جديدًا للتجارة عبر بحر البلطيق، ومن خلال إنشاء الطريق السريع بين سانت بطرسبرغ وأرخانغلسك عبر كارجوبول. وفقد النهر دوره كمسار تجاري رائد بسرعة كبيرة، وقد تم تسريع هذا الأمر من خلال إنشاء محطة سكك حديدية بين فولوجدا وأرخانغلسك بين العامين 1894 و1897.
ولقد شهد دفينا الشمالي على العديد من المعارك أثناء الحرب الأهلية الروسية، وقد اشتمل العديد منها على الجيش التدخلي من الحلف كجزء من حملتهم في شمال روسيا. وقد تواجد أسطول صغير خاص بنهر دفينا الشمالي أثناء الحرب الأهلية.
ومنذ الخمسينيات من القرن العشرين، تم استخدام نهر دفينا الشمالي بكثرة من أجل تجميع الأخشاب. وقد اختفت الملاحة المعتمدة على الركاب بشكل كبير. ولم تبق إلا خطوط الركاب المحلية فقط. وقد توقف خط الركاب الذي يربط بين كوتلاس وأرخانغلسك عن العمل منذ عام 2005.